# Cache-cache pastoral
Cet article possède un paronyme, voir Cache-cache (homonymie).
Pour plus de détails, voir Fiche technique et Distribution.
Cache-cache pastoral (田園に死す, Den-en ni shisu) est un film japonais de Shūji Terayama sorti en 1974. Il a été en compétition au festival de Cannes 1975.

## Synopsis
Dans un décor onirique un enfant tombe amoureux de sa voisine et décide de partir de chez lui. Le film s'arrête et le spectateur découvre qu'il assiste à une projection. S'ensuit une réflexion sur le temps et la mémoire en un dialogue entre le réalisateur et son moi enfant.

## Fiche technique
- Titre français : Cache-cache pastoral[1]
- Titre original : 田園に死す (Den-en ni shisu?)
- Titres anglais : Pastoral: To Die in the Country ou Pastoral Hide and Seek
- Réalisateur : Shūji Terayama
- Scénario : Shūji Terayama
- Photographie : Tatsuo Suzuki
- Montage : Hiroshi Asai, Sachiko Yamaji et Ryūsuke Ōtsuka
- Musique : J. A. Seazer
- Direction artistique : Kiyoshi Awazu
- Producteurs : Eiko Kujo, Kinshirō Kuzui et Shūji Terayama
- Sociétés de production : Art Theatre Guild, Jinriki Hikoki Sha et Terayama Productions
- Pays d'origine :  Japon
- Format : couleurs - Format 35 mm - son mono
- Genre : drame
- Durée : 102 minutes[2]
- Date de sortie :
  - Japon : 28 décembre 1974[2]

## Distribution
- Kantaro Suga : Moi
- Hiroyuki Takano : Moi enfant
- Yoshio Harada : Arashi
- Izumi Hara : fantôme de la vieille femme
- Masumi Harukawa
- Isao Kimura : critique de film
- Kan Mikami
- Keiko Niitaka
- Yoko Ran
- J. A. Seazer : Tengu Kurama
- Kaoru Yachigusa

## Distinctions
Sauf indication contraire, les informations mentionnées dans cette section peuvent être confirmées par la base de données cinématographiques IMDb,  présente dans la section « Liens externes ».

### Récompense
- Blue Ribbon Awards 1976 : prix du meilleur acteur dans un second rôle pour Yoshio Harada[3]

### Sélections
- festival de Cannes 1975 : en compétition pour la Palme d'or[1]
- Festival international du film de Chicago 1975 : Gold Hugo du meilleur film